# Gelato (singolo)
Gelato è un singolo del cantante statunitense Eladio Carrión, del rapper argentino Duki e del rapper statunitense Smokepurpp, pubblicato il 22 ottobre 2020.

## Video musicale
Il video musicale è stato pubblicato sul canale ufficiale di Duki.

## Tracce
1. Gelato – 3:11